# Álvaro Presta
Álvaro Presta Torns, a veces citado como Àlvar Presta (Barcelona, España; 18 de febrero de 1868 — 23 de diciembre de 1933), fue un médico y dirigente deportivo español, 12º presidente del Fútbol Club Barcelona.

## Trayectoria profesional
Médico de prestigio, especializado en otorrinolaringología, el doctor Presta tuvo un papel destacado en la sociedad barcelonesa de su época. Fue presidente de la Academia de Ciencias Médicas de Cataluña entre 1918 y 1920. Fue además presidente de la Sociedad Barcelonesa de Amigos de la Instrucción (1908), de la Academia de Higiene (1913-1916) y del Sindicato de Médicos de Cataluña, así como director del dispensario antituberculoso de Barcelona y académico correspondiente de la Real Academia de Medicina.

## Trayectoria como dirigente deportivo
Su vinculación al higienismo le acercó al mundo del deporte. En junio de 1913 ingresó como vocal en la junta directiva del FC Barcelona presidida por Francesc de Moxò, hasta que en la asamblea del 30 de junio de 1914 fue elegido presidente. Algunos historiadores contemporáneos consideran al doctor Presta como un hombre de paja de su vicepresidente y sucesor, Joaquín Peris de Vargas. Las divisiones internas en el seno del club, provocadas por el controvertido carácter de Peris de Vargas, llevaron a Presta a renunciar al cargo de presidente apenas tres meses después de su elección, el 29 de septiembre de 1914.
Un año más tarde, en 1915, fue uno de los impulsores —redactó los estatutos— y primer presidente de la Federación Atlética Catalana, la primera federación de atletismo creada en España.